# C.J. Williams
Wendell „C.J.” Williams Jr (ur. 6 lutego 1990 w Fayetteville) – amerykański koszykarz, grający na pozycji rzucającego obrońcy.
27 lipca 2018 został zwolniony przez Los Angeles Clippers. 31 lipca podpisał umowę z Minnesotą Timberwolves na występy zarówno w NBA  oraz zespole G-League – Iowa Wolves.
25 września 2019 został zawodnikiem Brooklyn Nets. 19 października opuścił klub.

## Osiągnięcia
Stan na 20 października 2019, na podstawie, o ile nie zaznaczono inaczej.
NCAA
- Uczestnik rozgrywek Sweet 16 turnieju NCAA (2012)

Indywidualne
- Laureat nagrody Jason Collier Sportsmanship Award (2018)

Reprezentacja
- Mistrz Ameryki (2017)